# Aglaoschema inca
Aglaoschema inca là một loài bọ cánh cứng trong họ Cerambycidae.